# Боровское (Харьковская область)
Боровско́е (укр. Борівське) — посёлок,
Боровской сельский совет,
Шевченковский район,
Харьковская область, Украина.
Код КОАТУУ — 6325782501. Население по переписи 2001 года составляет 923 (426/497 м/ж) человека, по данным 2024 года — 430 (201 м/228 ж) человек.
Является административным центром Боровского сельского совета, в который не входят другие населённые пункты.

## Географическое положение
Посёлок Боровское находится у истоков реки Волосская Балаклейка,
на расстоянии в 1,5 км расположено село Волосская Балаклея.
Рядом протекает пересыхающий речей с запрудами.
В 1 км от посёлка проходит автомобильная дорога Р-07.
На расстоянии в 3,5 км находится железнодорожная станция Гроза.

## История
- 1920 — дата основания как совхоз «Степовой».
- 1940 — переименовано в село Боровское.

## Экономика
- ТОВ «Восток-КМК»
- Фермерское хозяйство «Михайловское».
- Фермерское хозяйство «Зоря».

## Объекты социальной сферы
- Фельдшерско-акушерский пункт.
- Детский сад «Веселка».

## Достопримечательности
- Братская могила советских воинов. Похоронено 14 воинов.